# Mesopana viridis
Mesopana viridis – gatunek chrząszcza z rodziny stonkowatych i podrodziny Galerucinae, jedyny z monotypowego rodzaju Mesopana.
Gatunek i rodzaj opisane zostały po raz pierwszy w 2018 roku przez Lwa Miedwiediewa na łamach „Caucasian Entomological Bulletin”. Jako miejsce typowe wskazano Auroville w dystrykcie Vilupparam, w indyjskim stanie Tamilnadu.
Chrząszcz o podłużnym ciele długości od 2,8 do 3 mm, na wierzchu pozbawionym owłosienia. Głowa jest metalicznie zielona z członami czułków od pierwszego do piątego lub szóstego przynajmniej częściowo żółtawymi, a pozostałymi ich członami całkiem czarnymi. Powierzchnia głowy jest delikatnie i bardzo rzadko punktowana oraz bardzo delikatnie mikrorzeźbiona. Kształt nadustka jest trójkątny. Listewki czołowe są proste i ostre, rozbiegające się pod rozwartym kątem. Brak jest guzków czołowych i wcisków na ciemieniu. Rozprostowane ku tyłowi czułki sięgają ćwierci długości pokryw. Przedplecze jest metalicznie zielone, równomiernie wypukłe, całkowicie pozbawione wcisków nasadowych, mikrorzeźbione i delikatnie punktowane, od 1,2 do 1,3 raza szersze niż dłuższe, najszersze w połowie długości, o rozwarcie kanciastych kątach przednich i niemal prostych krawędziach bocznych. Półkolista, niepunktowana tarczka ma barwę metalicznie zieloną. Pokrywy są metalicznie zielone, półtorakrotnie dłuższe niż szerokie, gęsto pokryte zlewającymi się punktami, mikrorzeźbione, o dobrze wykształconych guzach barkowych. Skrzydła tylnej pary są normalnie rozwinięte. Spód tułowia jest czarny. Odnóża są żółte z przyciemnionymi wierzchołkami ostatniej pary ud. Golenie ostatniej pary mają krótką i przeciętnie grubą ostrogę. Stopy ostatniej pary mają człon pierwszy tak długi jak następne razem wzięte. Odwłok jest czarny, pozbawiony listewek na pierwszym sternicie.
Owad orientalny, endemiczny dla Indii, znany z tylko ze stanu Tamilnadu.